# Кушников, Дмитрий Алексеевич
Дмитрий Алексеевич Кушников (15 октября 1850—20 декабря 1911) — земский врач, депутат Государственной думы II созыва от Казанской губернии.

## Биография
Крестьянский род Кушниковых взял своё начало от крепостных помещиков Кушниковых из с. Кушниково (в настоящее время в Мариинско-Посадском районе Чувашии). Отец был священником села Караево Спасского уезда Казанской губернии (ныне с. Никольское Лаишевского района Татарстана). Алексей окончил духовное училище, затем поступил в Казанскую духовную семинарию, но ушёл с 4 курса, так её и не окончив. За отказ стать священнослужителем отец отрёкся от Алексея, лишил его какой-либо материальной поддержки. В 1870 году Алексей стал вольнослушателем, а в 1871—1875 годах — студентом медицинского факультета Казанского университета. По одним сведениям в 1875—1878 годах служил врачом на Окманских приисках в Восточной Сибири, по другим сведениям, окончив курс университета, остался работать в нём и в больницах Казани. В 1878—1879 прошёл практику в клиниках Казанского университета, а в 1879 году сдал экзамен и получил свидетельство уездного врача.
В 1879—1883 годах служил земским врачом на 2-м медицинском участке Свияжского уезда, а в 1883—1891 годах стал во главе 3-го медицинского участка Чебоксарского уезда, где сначала служил в деревне Козловка, а затем с 1889 по 1906 (с перерывами) в селе Исмели (Аккозино). В 1887 году в селе Исмели открыл земскую больницу, ставшую позднее одной из образцовых в Казанской губернии, кроме того организовал «приёмные покои» в некоторых отдаленных деревнях Чебоксарского уезда. С 1891 по 1898 служил врачом и лаборантом в частной Ниманской золотопромышленной компании на Софийском прииске (ныне в Верхнебуреинском районе Хабаровского края, в конце XIX века в Амурской области). Там Д. А. Кушников провёл большую работу по предотвращению распространения оспы среди якутов. В 1891 организовал В Софийске первую метеорологическую станцию, в течение 7 лет вёл на ней наблюдения, в результате чего в 1895 стал корреспондентом Главной физической обсерватории Академии наук, по другим сведениям утверждён корреспондентом на Софийском прииске на конференции Академии наук. В Софийске близко познакомился со ссыльными народниками. В 1898 вернулся в Казань, где занимался частной врачебной практикой по внутренним болезням. В 1899 году по приглашению Чебоксарской земской управы вернулся к работе в основанной им Исмелевской больнице. Начиная с 1899 года был членом врачебного совета при земской управе. С того же 1899 — член Бичуринского отдела Казанского общества трезвости. С 1903 руководил участковым отделением Попечительства о народной трезвости в селе Исмели. Был организатором и лектором народных чтений, его просветительские лекции в чайной села Исмелево были признаны антиправительственными, за что Кушников был привлечён к судебной ответственности. В 1905—1907 годах выступал организатором нелегальных собраний учителей, распространял революционную литературу, поддерживал контакт и сотрудничество с эсером Т. Н. Николаевым и другими революционерами, за это попал под негласный полицейский надзор и подвергся административному и уголовному преследованиям. По одним сведениям с 1906 состоял 2-м врачом 3-го участка Аккозинской земской больницы, по другим — в 1906 году переведён в село Беловолжское.

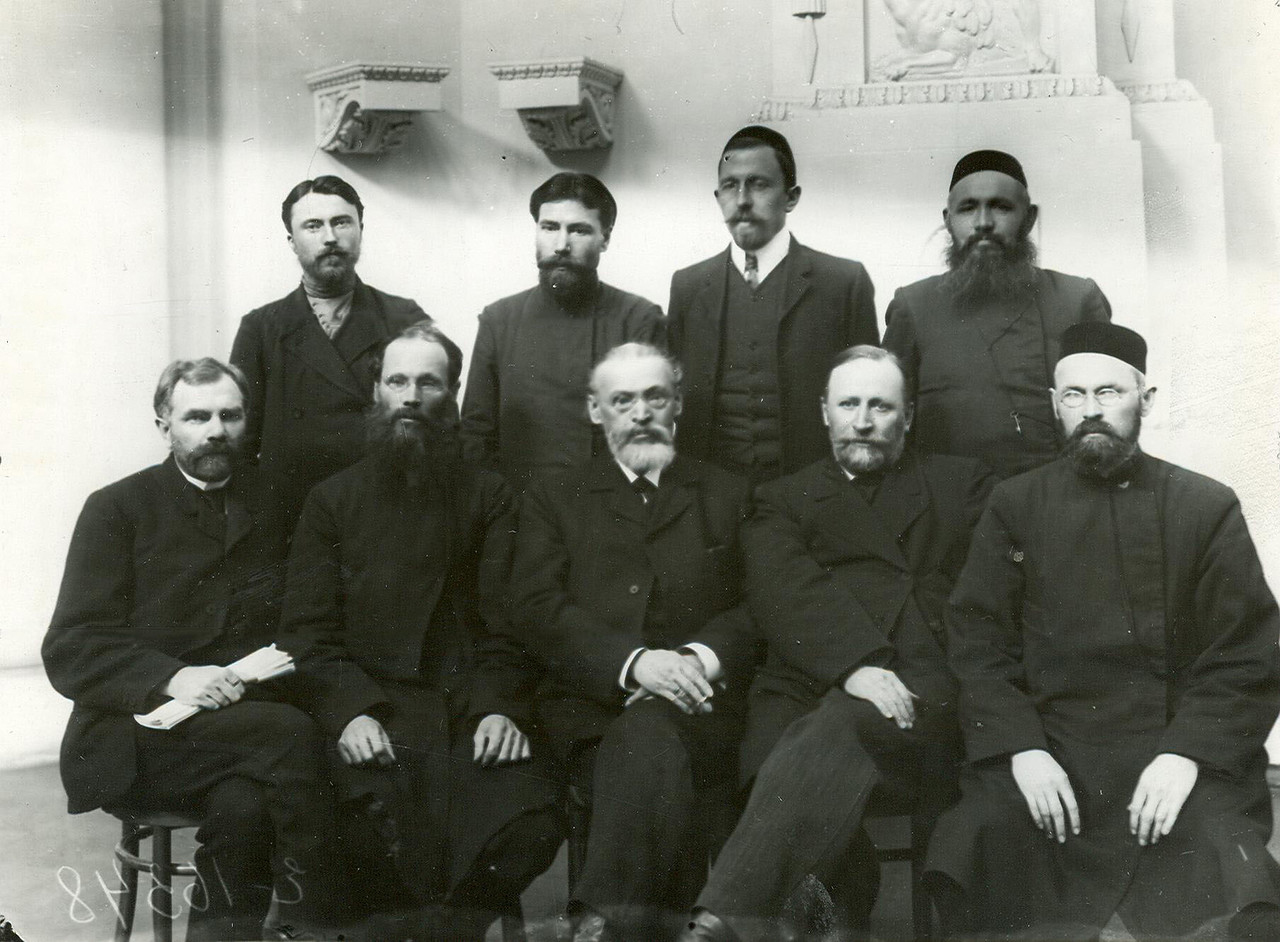
Группа депутатов II Государственной Думы от Казанской губернии. Стоят: Г. И. Петрухин, А. Ф. Фёдоров, С. Н. Максудов, Г. М. Мусин; сидят: З. М. Таланцев, М. В. Батуров, М. Я. Капустин, Д. А. Кушников, С. Т. Максютов.

Во время выборов в Государственную думу I созыва был избран выборщиком, но в депутаты Думы не прошёл.
6 февраля 1907 года участвовал в работе общего состава выборщиков Казанского губернского избирательного собрания как представитель съезда городских избирателей в Мариинском Посаде и был избран в Государственную думу II созыва. Вошёл в состав Конституционно-демократической фракции. Состоял в распорядительной комиссии и комиссии для приёма помещений Думы. В прениях с думской трибуны не участвовал. Совместно с A. Ф. Фёдоровым подписал депутатский запрос о восстановлении исключённых за участие революционных волнениях учеников 1-го класса Симбирской чувашской школы
По одним сведениям был уволен с земской службы сразу в связи с избранием в Думу, по другим после роспуска Думы вернулся к исполнению обязанностей земского врача и освобождён от работы в земской больнице лишь в 1908 году, после этого находился под надзором полиции. Летом 1907 года Кушников был привлечён властями к судебной ответственности за распространение прокламаций, но дело было прекращено за недостатком улик. После освобождения от земской работы жил в Казани, где с 1908 сначала работал ординатором в одной из университетских клиник, а затем до конца своих дней служил врачом в частной больнице мыловаренно-свечного завода Крестовникова.
Скончался от приступа грудной жабы (стенокардии).
По решению Чебоксарского земства в знак признания заслуг Д. А. Кушникова по развитию здравоохранения в Казанской губернии в Исмелевской больнице был помещён его портрет.

## Семья
- Жена — ?
  - Сын — Пётр (1892—1960), преподаватель физики в различных советских вузах и техникумах, в 1937 был уволен за чтение курса теории относительности, в течение жизни был арестован 5 раз (1920, 1922, 1930, 1938, 1949), в том числе 12 сентября 1938 года приговорён к ВМН, и только через год и 5 месяцев (17.01.1940) приговор заменён сроком 8 лет ИТЛ[10]

### Рекомендуемые источники
- Кушников П. Д. Армейский дневник: Осень 1917 года. New York: Chalidze Publications, 1981. (дневник сына)
- Гусаров Ю. В., Герасимова Н. В. Дмитрий Алексеевич Кушников. // Чувашский гуманитарный вестник: Научный журнал N. 4 /2009. С. 150—169.
- Краткая чувашская энциклопедия. Чебоксары, 2001;
- Усманова Д. М. Профессора и выпускники Казанского университета в Думе и Госсовете России, 1906—1917. Казань, 2002.

### Архивы
- Российский государственный исторический архив. Фонд 1278. Опись 1 (2-й созыв). Дело 231; Дело 551. Лист 9.
- Государственный исторический архив Чувашской Республики. Фонд: 525. Опись: 1, 2. Ед. хранения: 98. Дата: 1870, 1871, 1876, 1883—1907